# Малдыкасы (Чебоксарский район)
Малдыкасы́ (чув. Малтикасси) — деревня в Чебоксарском районе Чувашской Республики. Входит в состав Ишакского сельского поселения.

## География
Находится в северной части Чувашии на расстоянии приблизительно 14 км на юг-юго-запад по прямой от районного центра поселка Кугеси.

## История
Известна с 1795 года как выселок деревни Маркова (ныне Сятра-Марги) с 28 дворами. В 1859 году было 35 дворов, 175 жителей, 1906 — 64 двора, 308 жителей, в 1926 — 70 дворов, 309 жителей, в 1939—360 жителей, в 1979—216. В 2002 году было 67 дворов, в 2010 — 57 домохозяйств. В 1933 образован колхоз «Красный пахарь».

## Население
Постоянное население составляло 150 человек (чуваши 100 %) в 2002 году, 163 в 2010.